# MOSP Białystok
MOSP Białystok - stowarzyszenie kultury fizycznej, założone 10 stycznia 1996, którego podstawowym celem jest piłkarskie szkolenie sportowo uzdolnionej młodzieży.

## Historia

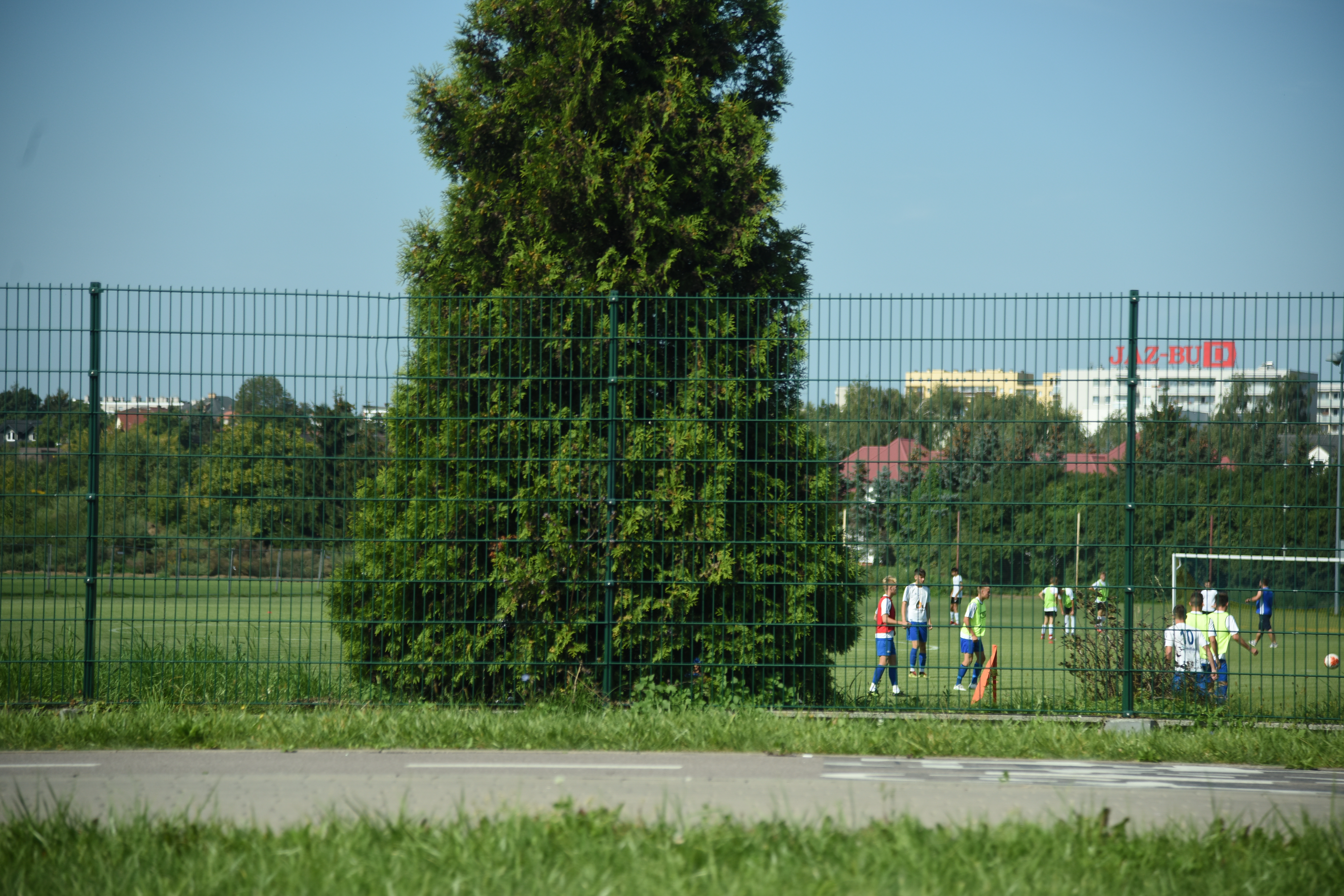
Boisko przy ul. Świętokrzyskiej

Ośrodek Szkolenia Piłkarskiego powstał w 1996 roku. Jego głównym pomysłodawcą i założycielem był Stanisław Bańkowski (obecny prezes). Przez ponad 20 lat istnienia klub wielokrotnie zdobywał najwyższe laury w rozgrywkach młodzieżowych na szczeblu krajowym. Do najbardziej znanych wychowanków klubu należą m.in. Grzegorz Sandomierski, Damian Kądzior, Jonatan Straus czy Bartłomiej Drągowski. 
W chwili obecnej w ośrodku trenuje ponad pięciuset młodych adeptów piłki nożnej w różnych kategoriach wiekowych, którzy mają do dyspozycji 4 pełnowymiarowe boiska w tym jedno sztuczne z oświetleniem.
W sezonie 2018/19 klub po raz pierwszy przystąpił do seniorskich rozgrywek piłkarskich na szczeblu IV ligi. 11 sierpnia 2018 roku rozegrał swój debiutancki mecz (w roli gospodarza), w którym uległ 0:3 KS Wasilków.

## Nazwy klubu
- MOSP Jagiellonia Białystok (Miejski Ośrodek Szkolenia Piłkarskiego Jagiellonia Białystok)
- MOSP Białystok (Miejski Ośrodek Szkolenia Piłkarskiego Białystok)[4]

## Sukcesy
stan na 2007 rok

### Mistrzostwa Polski juniorów
- brązowy medal – 1996 r. juniorzy starsi
- szóste miejsce – 1996 r. juniorzy młodsi
- szóste miejsce – 1997 r. juniorzy młodsi
- złoty medal – 2000 r. juniorzy młodsi
- złoty medal – 2004 r. juniorzy starsi
- srebrny medal – 2006 r. juniorzy młodsi
- srebrny medal – 2007 r. juniorzy młodsi

## Obecny skład
- Skład drużyny

## Sezony
Decyzją władz Podlaskiego OZPN drużyna MOSP Białystok została dokooptowana do rozgrywek IV ligi. Stało się tak na skutek zapisu w regulaminie związku art. 17 ustęp 2 uchwały IX/140 z dnia 3 i 7 lipca 2008 roku, dający możliwość startu w IV lidze drużynie w szczególnych przypadkach. W tym przypadku szczególną sytuacją miał być fakt wieloletniego szkolenia młodzieży na wysokim poziomie przez klub.
| Poziomy rozgrywkowe | Poziomy rozgrywkowe | Poziomy rozgrywkowe | Poziomy rozgrywkowe | Poziomy rozgrywkowe | Poziomy rozgrywkowe | Poziomy rozgrywkowe | Sezony, opis | Sezony, opis       | Sezony, opis | Sezony, opis | Sezony, opis | Sezony, opis | Sezony, opis | Sezony, opis |
| I                   | II                  | III                 | IV                  | V                   | VI                  | VII                 | Sezon        | Liga               | Poz.         | Pkt.         | Bramki       | Z/R/P        | Uwagi        | Nazwa        |
| ------------------- | ------------------- | ------------------- | ------------------- | ------------------- | ------------------- | ------------------- | ------------ | ------------------ | ------------ | ------------ | ------------ | ------------ | ------------ | ------------ |
| E                   | 1                   | 2                   | 3                   | 4                   | O                   | A                   | 2018/19      | IV Liga (podlaska) | 9            | 43           | 44-51        | 13/4/15      |              | MOSP         |
| E                   | 1                   | 2                   | 3                   | 4                   | O                   | A                   | 2019/20      | IV Liga (podlaska) | 16           | 5            | 13-40        | 1/2/12       |              | MOSP         |
| E                   | 1                   | 2                   | 3                   | 4                   | O                   | A                   | 2020/21      | IV Liga (podlaska) | 12           | 34           | 52-65        | 9/7/16       |              | MOSP         |
| E                   | 1                   | 2                   | 3                   | 4                   | O                   | A                   | 2021/22      | IV Liga (podlaska) | 10           | 40           | 51-56        | 12/4/14      |              | MOSP         |
| E                   | 1                   | 2                   | 3                   | 4                   | O                   | A                   | 2022/23      | IV Liga (podlaska) | 12           | 40           | 63-79        | 11/7/16      |              | MOSP         |
| E                   | 1                   | 2                   | 3                   | 4                   | O                   | A                   | 2023/24      | IV Liga (podlaska) | 6            | 52           | 69-61        | 15/7/12      |              | MOSP         |
| E                   | 1                   | 2                   | 3                   | 4                   | O                   | A                   | 2024/25      | IV Liga (podlaska) | 6            | 61           | 77-71        | 19/4/11      |              | MOSP         |